# Erik Stock
Erik Stock (Oslo, 10 maggio 1971) è un ex calciatore norvegese, di ruolo difensore.

## Carriera

### Club
Stock vestì la maglia del N.E.C dal 1991 al 1996, prima di tornare in Norvegia e giocare nel Viking. Esordì nell'Eliteserien il 30 giugno 1996, subentrando a Ulf Karlsen nel pareggio per 2-2 in casa del Tromsø. Nel 1997 tornò nei Paesi Bassi, per giocare nel TOP Oss. Fu poi in forza allo Helmond Sport e al VVV-Venlo, prima di chiudere la carriera al Geldrop, nelle divisioni inferiori olandesi.